# Copa do Brasil 2019
Der Copa do Brasil 2019 war die 31. Austragung dieses nationalen Fußball-Pokal-Wettbewerbs in Brasilien. Die Copa wurde vom Brasilianischen Sportverband, dem CBF, ausgerichtet. Der Pokalsieger qualifiziert sich als Teilnehmer an der Copa Libertadores 2020 und der Supercopa do Brasil. Elf Klubs waren direkt für das Achtelfinale qualifiziert.

## Modus
Der Modus bestand aus einem K.-o.-System. Es wurde in den beiden ersten Runden keine Rückspiele ausgetragen. Der im CBF Ranking schlechter platzierte Klub bekam Heimrecht. Der Sieger eines Spiels kam in die nächste Runde. Bei einem Unentschieden in den ersten Runden, qualifizierte sich automatisch der im Ranking bessere Klub für die nächste Runde. In der zweiten Runde wurde die Entscheidung bei einem Unentschieden im Elfmeterschießen ausgetragen.
Ab der dritten Runde wurden die Paarungen wieder mit einem Rückspiel ausgetragen. Bei der Ermittlung des Siegers fand die Auswärtstorregel sowie das Elfmeterschießen Anwendung. Im Gegensatz zur Vorsaison wurden Änderungen vorgenommen. Die Auswärtstorregel entfällt für ganzen Wettbewerb.

## Teilnehmer
Das Teilnehmerfeld bestand aus:

### Teilnehmer Staatsmeisterschaften
70 Teilnehmer kamen aus den Fußballmeisterschaften der Bundesstaaten von Brasilien oder deren Pokalwettbewerben.
| Bundesstaat         | Klub                         | Qualifizierung                     | Ergebnis      |
| ------------------- | ---------------------------- | ---------------------------------- | ------------- |
| Acre                | Rio Branco FC (AC)           | Staatsmeister 2018                 | 1. Runde      |
| Acre                | Galvez EC                    | Vize-Staatsmeister 2018            | 1. Runde      |
| Alagoas             | CS Alagoano                  | Staatsmeister 2018                 | 1. Runde      |
| Alagoas             | Clube de Regatas Brasil      | Vize-Staatsmeister 2018            | 3. Runde      |
| Alagoas             | AS Arapiraquense             | 3. Staatsmeister 2018              | 1. Runde      |
| Amapá               | Ypiranga Clube               | Staatsmeister 2018                 | 1. Runde      |
| Amazonas            | Manaus FC                    | Staatsmeister 2018                 | 1. Runde      |
| Amazonas            | Nacional Fast Clube          | Vize-Staatsmeister 2018            | 1. Runde      |
| Bahia               | EC Bahia                     | Staatsmeister 2018                 | Viertelfinale |
| Bahia               | EC Vitória                   | Vize-Staatsmeister 2018            | 1. Runde      |
| Bahia               | SD Juazeirense               | 3. Staatsmeister 2018              | 1. Runde      |
| Brasília            | Sobradinho EC                | Staatsmeister 2018                 | 1. Runde      |
| Brasília            | Brasiliense FC               | Vize-Staatsmeister 2018            | 1. Runde      |
| Ceará               | Ceará SC                     | Staatsmeister 2018                 | 3. Runde      |
| Ceará               | Atlético Cearense            | 3. Staatsmeister 2018              | 2. Runde      |
| Ceará               | Ferroviário AC (CE)          | Staatspokal Sieger 2018            | 1. Runde      |
| Espírito Santo      | SD Serra FC                  | Staatsmeister 2018                 | 2. Runde      |
| Goiás               | Goiás EC                     | Staatsmeister 2018                 | 2. Runde      |
| Goiás               | AA Aparecidense              | Vize-Staatsmeister 2018            | 2. Runde      |
| Goiás               | Vila Nova FC                 | 3. Staatsmeister 2018              | 4. Runde      |
| Maranhão            | Moto Club de São Luís        | Staatsmeister 2018                 | 2. Runde      |
| Maranhão            | Imperatriz de Desportos      | Vize-Staatsmeister 2018            | 1. Runde      |
| Mato Grosso         | Cuiabá EC                    | Staatsmeister 2018                 | 2. Runde      |
| Mato Grosso         | Sinop FC                     | Vize-Staatsmeister 2018            | 1. Runde      |
| Mato Grosso         | Mixto EC                     | Staatspokal Sieger 2018            | 2. Runde      |
| Mato Grosso do Sul  | Operário FC (MS)             | Staatsmeister 2018                 | 1. Runde      |
| Mato Grosso do Sul  | Corumbaense FC               | Vize-Staatsmeister 2018            | 1. Runde      |
| Minas Gerais        | América Mineiro              | 3. Staatsmeister 2018              | 2. Runde      |
| Minas Gerais        | Tupi FC                      | 4. Staatsmeister 2018              | 1. Runde      |
| Minas Gerais        | Tombense FC                  | 5. Staatsmeister 2018              | 2. Runde      |
| Minas Gerais        | UR Trabalhadores             | 6. Staatsmeister 2018              | 2. Runde      |
| Pará                | Clube do Remo                | Staatsmeister 2018                 | 1. Runde      |
| Pará                | Bragantino Clube do Pará     | 3. Staatsmeister 2018              | 3. Runde      |
| Pará                | São Raimundo EC (PA)         | 4. Staatsmeister 2018              | 1. Runde      |
| Paraíba             | Botafogo FC (PB)             | Staatsmeister 2018                 | 3. Runde      |
| Paraíba             | Campinense Clube             | Vize-Staatsmeister 2018            | 1. Runde      |
| Paraná              | Coritiba FC                  | Staatsmeister 2018                 | 1. Runde      |
| Paraná              | Foz do Iguaçu FC             | 3. Staatsmeister 2018              | 2. Runde      |
| Paraná              | Paraná Clube                 | 4. Staatsmeister 2018              | 2. Runde      |
| Pernambuco          | Náutico Capibaribe           | Staatsmeister 2018                 | 2. Runde      |
| Pernambuco          | Central SC                   | Vize-Staatsmeister 2018            | 1. Runde      |
| Pernambuco          | Sport Recife                 | 3. Staatsmeister 2018              | 1. Runde      |
| Piauí               | AA Altos                     | Staatsmeister 2018                 | 1. Runde      |
| Piauí               | Ríver AC                     | Vize-Staatsmeister 2018            | 1. Runde      |
| Rio de Janeiro      | Botafogo FR                  | Staatsmeister 2018                 | 3. Runde      |
| Rio de Janeiro      | CR Vasco da Gama             | Vize-Staatsmeister 2018            | 4. Runde      |
| Rio de Janeiro      | Fluminense FC                | 4. Staatsmeister 2018              | Achtelfinale  |
| Rio de Janeiro      | Boavista SC                  | 5. Staatsmeister 2018              | 1. Runde      |
| Rio de Janeiro      | Americano FC (RJ)            | Staatspokal Sieger 2018            | 1. Runde      |
| Rio Grande do Norte | ABC Natal                    | Staatsmeister 2018                 | 3. Runde      |
| Rio Grande do Norte | América FC (RN)              | Vize-Staatsmeister 2018            | 2. Runde      |
| Rio Grande do Norte | Santa Cruz FC (RN)           | 3. Staatsmeister 2018              | 2. Runde      |
| Rio Grande do Sul   | Grêmio Esportivo Brasil      | Vize-Staatsmeister 2018            | 2. Runde      |
| Rio Grande do Sul   | EC São José                  | 3. Staatsmeister 2018              | 1. Runde      |
| Rio Grande do Sul   | EC Avenida                   | 4. Staatsmeister 2018              | 2. Runde      |
| Rio Grande do Sul   | Ypiranga FC                  | 3. Staatspokal 2018                | 2. Runde      |
| Rondônia            | Real Desportivo Ariquemes FC | Staatsmeister 2018                 | 1. Runde      |
| Roraima             | São Raimundo EC (RR)         | Staatsmeister 2018                 | 1. Runde      |
| Santa Catarina      | Figueirense FC               | Staatsmeister 2018                 | 2. Runde      |
| Santa Catarina      | Chapecoense                  | Vize-Staatsmeister 2018            | 4. Runde      |
| Santa Catarina      | CA Tubarão                   | 3. Staatsmeister 2018              | 1. Runde      |
| Santa Catarina      | Brusque FC                   | Staatspokal Sieger 2018            | 1. Runde      |
| São Paulo           | SC Corinthians               | Staatsmeister 2018                 | Achtelfinale  |
| São Paulo           | FC Santos                    | 4. Staatsmeister 2018              | Achtelfinale  |
| São Paulo           | AA Ponte Preta               | Interior 2018                      | 1. Runde      |
| São Paulo           | Guarani FC                   | Staatsmeister Sieger Série A2 2018 | 1. Runde      |
| São Paulo           | CA Votuporanguense           | Staatspokal 2018                   | 1. Runde      |
| Sergipe             | CS Sergipe                   | Staatsmeister 2018                 | 1. Runde      |
| Sergipe             | AO Itabaiana                 | Vize-Staatsmeister 2018            | 1. Runde      |
| Tocantins           | Palmas FR                    | Staatsmeister 2018                 | 1. Runde      |

### Teilnehmer CBF Ranking
10 Klubs ergaben aus dem CBF Ranking, welche nach den vorgenannten Teilnehmern noch nicht qualifiziert waren. Dieses waren:
| Bundesstaat | Klub                | Platz | Punkte | Ergebnis     |
| ----------- | ------------------- | ----- | ------ | ------------ |
| SC          | Avaí FC             | 21    | 6.394  | 3. Runde     |
| GO          | Atlético Goianiense | 25.   | 6.136  | 3. Runde     |
| PE          | Santa Cruz FC       | 28.   | 5.061  | 4. Runde     |
| SC          | Criciúma EC         | 29.   | 4.521  | 3. Runde     |
| MT          | Luverdense EC       | 30.   | 4.532  | 3. Runde     |
| RS          | EC Juventude        | 31.   | 4.327  | Achtelfinale |
| PR          | Londrina EC         | 35.   | 4.120  | 4. Runde     |
| SP          | Oeste FC            | 37.   | 3.869  | 2. Runde     |
| SC          | Joinville EC        | 39.   | 3.758  | 1. Runde     |
| MG          | Boa EC              | 40.   | 3.691  | 1. Runde     |

### Direkte Qualifikanten fürs Achtelfinale
Weitere 11 Klubs treten ab dem Achtelfinale dem Wettbewerb bei. Dieses sind die Teilnehmer an der Copa Libertadores 2019 sowie der Titelverteidiger und die Sieger der Copa do Nordeste und Copa Verde.
| Bundesstaat | Klub                 | Berechtigung          | Ergebnis      |
| ----------- | -------------------- | --------------------- | ------------- |
| MA          | Sampaio Corrêa FC    | Copa do Nordeste 2018 | Achtelfinale  |
| PA          | Paysandu SC          | Copa Verde 2018       | Achtelfinale  |
| CE          | Fortaleza EC         | Meister Série B 2018  | Achtelfinale  |
| MG          | Cruzeiro EC          | Pokalsieger 2018      | Halbfinale    |
| SP          | SE Palmeiras         | Meister Série A 2018  | Viertelfinale |
| RJ          | CR Flamengo          | 2. Série A 2018       | Viertelfinale |
| RS          | SC Internacional     | 3. Série A 2018       | Finale        |
| RS          | Grêmio FBPA          | 4. Série A 2018       | Halbfinale    |
| SP          | FC São Paulo         | 5. Série A 2018       | Achtelfinale  |
| MG          | Atlético Mineiro     | 6. Série A 2018       | Viertelfinale |
| PR          | Athletico Paranaense | 7. Série A 2018       | Finale        |

## Saisonverlauf
Der Wettbewerb startete am 6. Februar 2019 in seine Saison und endete am 11. September 2019.

### Termine
Die Terminierung für die einzelnen Phasen des Wettbewerbs wurden vom CBF vor Beginn festgelegt.
| Runde         | Hinspiele                    | Rückspiele         |
| ------------- | ---------------------------- | ------------------ |
| 1. Runde      | 5. bis 13. Februar 2019      |                    |
| 2. Runde      | 20. Februar bis 6. März 2019 |                    |
| 3. Runde      | ab 13. März 2019             | ab 27. März 2019   |
| 4. Runde      | ab 17. April 2019            | ab 24. April 2018  |
| Achtelfinale  | ab 15. Mai 2019              | ab 22. Mai 2019    |
| Viertelfinale | ab 10. Juli 2019             | ab 17. Juli 2019   |
| Halbfinale    | 7. August 2019               | 14. August 2019    |
| Finale        | 11. September 2019           | 18. September 2019 |

### Prämien
Der Verband hat am 6. Februar 2019 bekannt gegeben, welche Prämien die Klubs in welcher Phase des Wettbewerbs erwarten dürfen. Dabei werden diese in jeder Runde des Turniers angehoben. Die Höhe der Prämie hängt aber auch von der Einteilung in bestimmte Gruppen ab.
In der ersten Gruppe befinden sich die 15 besten Mannschaften gemäß dem CBF Ranking. Dieses sind zu unterscheiden in die Klubs die direkt für das Achtelfinale qualifiziert sind und diese Prämie somit bereits sicher haben, sowie in die Klubs, die von der ersten Runde an im Wettbewerb stehen. Die Achtelfinal Klubs sind in der Reihenfolge des CBF Ranking:
- SE Palmeiras
- Cruzeiro EC
- Grêmio FBPA
- CR Flamengo
- Atlético Mineiro
- Athletico Paranaense
- SC Internacional

Die Klubs, welche bereits ab der ersten Runde im Turnier dabei sind:
- Fluminense FC
- FC Santos
- SC Corinthians
- Chapecoense
- Botafogo FR
- CR Vasco da Gama
- EC Bahia

In der zweiten Gruppe befinden sich die übrigen Mannschaften, welche in der Saison in der Meisterschaft mitspielen. Es handelt sich dabei um:
- Avaí FC
- CS Alagoano
- Ceará SC
- Fortaleza EC
- Goiás EC

Fortaleza hat dabei als Direktqualifikant die Prämie für das Achtelfinale sicher.
Für alle weiteren Klubs sind die Prämien der Gruppe drei vorgesehen.
| Turnierphase  | Gruppe 1   | Gruppe 2   | Gruppe 3   |
| ------------- | ---------- | ---------- | ---------- |
| 1. Runde      | 1.050.000  | 920.000    | 525.000    |
| 2. Runde      | 1.250.000  | 990.000    | 625.000    |
| 3. Runde      | 1.450.000  | 1.450.000  | 1.450.000  |
| 4. Runde      | 1.900.000  | 1.900.000  | 1.900.000  |
| Achtelfinale  | 2.500.000  | 2.500.000  | 2.500.000  |
| Viertelfinale | 3.150.000  | 3.150.000  | 3.150.000  |
| Halbfinale    | 6.700.000  | 6.700.000  | 6.700.000  |
| Vizemeister   | 21.000.000 | 21.000.000 | 21.000.000 |
| Pokalsieger   | 52.000.000 | 52.000.000 | 52.000.000 |

## Turnierverlauf

### Gruppenphase

#### Auslosung
Die 80 Teams wurden in acht Gruppen (A bis H) zu jeweils 10 Klubs aufgeteilt. Zur Festlegung der Reihenfolge wurde das Ranking des CBF herangezogen.
| Topf A                  | Topf B                   | Topf C                       | Topf D                |
| ----------------------- | ------------------------ | ---------------------------- | --------------------- |
| FC Santos (4)           | América Mineiro (19)     | Luverdense EC (30)           | ABC Natal (43)        |
| SC Corinthians (5)      | Coritiba FC (20)         | EC Juventude (31)            | Guarani FC (44)       |
| Chapecoense (10)        | Avaí FC (21)             | CRB (32)                     | CS Alagoano (45)      |
| Botafogo FR (11)        | Figueirense FC (22)      | Vila Nova FC (34)            | Botafogo FC (PB) (46) |
| Fluminense FC (RJ) (13) | Ceará SC (23)            | Londrina EC (35)             | Cuiabá EC (47)        |
| CR Vasco da Gama (14)   | Goiás EC (24)            | Náutico Capibaribe (36)      | Tupi FC (48)          |
| EC Bahia (15)           | Atlético Goianiense (25) | Oeste FC (37)                | América FC (RN) (49)  |
| Sport Recife (16)       | Paraná Clube (26)        | Joinville EC (39)            | AS Arapiraquense (52) |
| EC Vitória (17)         | Santa Cruz-PE (28)       | Boa EC (40)                  | Clube do Remo (54)    |
| AA Ponte Preta (18)     | Criciúma EC (29)         | Grêmio Esportivo Brasil (41) | Ypiranga FC (55)      |

| Topf E                   | Topf F                | Topf G                        | Topf H                 |
| ------------------------ | --------------------- | ----------------------------- | ---------------------- |
| Tombense FC (56)         | UR Trabalhadores (81) | Imperatriz de Desportos (111) | Galvez EC (189)        |
| Moto Club (65)           | Brusque FC (86)       | Brasiliense FC (118)          | Mixto EC (218)         |
| Rio Branco FC (AC) (66)  | AO Itabaiana (87)     | CA Tubarão (127)              | Ypiranga Clube (-)     |
| SD Juazeirense (67)      | Central SC (88)       | Manaus FC (134)               | Sobradinho EC (-)      |
| Campinense Clube (69)    | Sinop FC (89)         | Corumbaense FC (157)          | SD Serra FC (-)        |
| AA Aparecidense (71)     | Boavista SC (91)      | Foz do Iguaçu FC (152)        | Operário FC (MS) (-)   |
| Ríver AC (72)            | São Raimundo-PA (93)  | Palmas FR (158)               | Bragantino Clube (-)   |
| Ferroviário AC (CE) (73) | CS Sergipe (94)       | Nacional Fast Clube (159)     | Santa Cruz-RN (-)      |
| AA Altos (76)            | São Raimundo-RR (96)  | Americano FC (RJ) (160)       | EC Avenida (-)         |
| EC São José (79)         | Ariquemes FC (107)    | Atlético Cearense (175)       | CA Votuporanguense (-) |

Die 40 Paarungen wurden am 13. Dezember 2018 ausgelost. Es wurden 10 Gruppen zu je acht Klubs gebildet, welche die ersten 3. Runden untereinander ausspielen. Die Zahlen in Klammern geben nochmals den Platz im CBF Ranking an. Die schlechter platzierten Klubs im Ranking hatten Heimrecht. Bei einem Unentschieden qualifizierte sich automatisch der im Ranking bessere Klub für die zweite Runde.

#### Gruppe 1
In der ersten Runde hatten die im CBF Ranking schlechter platzierten Klubs Heimrecht. Ab der zweiten Runde waren die Mannschaften mit Heimrecht in Kursiv geschrieben. Fehlt die kursive Markierung, so hatte der Sieger Heimrecht. Die Paarungssieger in Fett. Wurde die Entscheidung in der zweiten Runde im Elfmeterschießen ausgetragen, so ist das Ergebnis in Klammern hinter dem eigentlichen Spielergebnis eingetragen.
|  | 1. Runde | 1. Runde            | 1. Runde         |       |                  | 2. Runde       | 2. Runde | 2. Runde |
|  |          |                     |                  |       |                  |                |          |          |
|  | 73       | Ferroviário AC (CE) | 2                |       |                  |                |          |          |
|  | 5        | SC Corinthians      | 2                |       |                  |                |          |          |
|  | 5        | SC Corinthians      | 2                |       | 5                | SC Corinthians | 4        |          |
|  |          |                     |                  |       | 5                | SC Corinthians | 4        |          |
|  |          | 44                  | EC Avenida       | 2     |                  |                |          |          |
|  | -        | 44                  | EC Avenida       | 2     | EC Avenida       | 1              |          |          |
|  | -        |                     |                  |       | EC Avenida       | 1              |          |          |
|  | 44       | Guarani FC          | 0                |       |                  |                |          |          |
|  | 44       | Guarani FC          | 0                |       |                  |                |          |          |
|  |          |                     |                  |       |                  |                |          |          |
|  | 88       | Pernambuco          | 1                |       |                  |                |          |          |
|  | 88       | Pernambuco          | 1                |       |                  |                |          |          |
|  | 23       | Ceará SC            | 1                |       |                  |                |          |          |
|  | 23       | Ceará SC            | 1                | 23    | Ceará SC         | 0 (4)          |          |          |
|  |          |                     |                  | 23    | Ceará SC         | 0 (4)          |          |          |
|  |          | 152                 | Foz do Iguaçu FC | 0 (2) |                  |                |          |          |
|  | 152      | 152                 | Foz do Iguaçu FC | 0 (2) | Foz do Iguaçu FC | 1              |          |          |
|  | 152      |                     |                  |       |                  | 1              |          |          |
|  | 40       | Boa EC              | 0                |       |                  |                |          |          |

3. Runde
Das Hinspiel fand am 13. März 2019 im Estádio Plácido Aderaldo Castelo in Fortaleza statt. Das Rückspiel am 3. April in São Paulo in der Arena Corinthians.
|               | Gesamt |                    | Hinspiel  | Rückspiel |
| ------------- | ------ | ------------------ | --------- | --------- |
| Ceará SC (23) | 2:3    | SC Corinthians (5) | 1:3 (1:1) | 1:0 (0:0) |

#### Gruppe 2
In der ersten Runde haben die im CBF Ranking schlechter platzierten Klubs Heimrecht. Ab der zweiten Runde sind die Mannschaften mit Heimrecht in Kursiv geschrieben. Fehlt die kursive Markierung, so hatte der Sieger Heimrecht. Die Paarungssieger in Fett. Wurde die Entscheidung in der zweiten Runde im Elfmeterschießen ausgetragen, so ist das Ergebnis in Klammern hinter dem eigentlichen Spielergebnis eingetragen.
Das Erstrundenspiel am 12. Februar 2019 zwischen dem AA Aparecidense und dem AA Ponte Preta ursprünglich 1:0 für Aparecidense, welcher dadurch in die zweite Runde einzog. In dieser sollte er am 27. Februar 2019 auf den Bragantino Clube do Pará treffen. Aufgrund einer Entscheidung vom 22. Februar 2019 des brasilianischen Sportgerichts Superior Tribunal de Justiça Desportiva (STJD), mit fünf zu vier Stimmen, wurde das Ergebnis des Spiels zwischen Aparecidense und Ponte Preta annulliert. Nach Meinung des Schiedsgerichts hatte der Schiedsrichter ein Tor von Ponte Preta fälschlicherweise aberkannt. Der STJD hatte daher entschieden, dass die Partie zu wiederholen ist. Am 13. März entschied der STJD, dass das Spiel am 3. April 2019 wiederholt wird. Aparecidense verpasste die Möglichkeit Berufung gegen das Urteil einzulegen, sah aber noch die Möglichkeit dieses bei der FIFA zu tun. Das Wiederholungsspiel fand wie angeordnet am 3. April statt und Aparecidense konnte sich mit 2:0 behaupten.
|  | 1. Runde | 1. Runde         | 1. Runde         |       |                  | 2. Runde        | 2. Runde | 2. Runde |
|  |          |                  |                  |       |                  |                 |          |          |
|  | 71       | AA Aparecidense  | 2                |       |                  |                 |          |          |
|  | 18       | AA Ponte Preta   | 0                |       |                  |                 |          |          |
|  | 18       | AA Ponte Preta   | 0                |       | 71               | AA Aparecidense | 2        |          |
|  |          |                  |                  |       | 71               | AA Aparecidense | 2        |          |
|  |          | -                | Bragantino Clube | 3     |                  |                 |          |          |
|  | -        | -                | Bragantino Clube | 3     | Bragantino Clube | 1               |          |          |
|  | -        |                  |                  |       | Bragantino Clube | 1               |          |          |
|  | 52       | AS Arapiraquense | 0                |       |                  |                 |          |          |
|  | 52       | AS Arapiraquense | 0                |       |                  |                 |          |          |
|  |          |                  |                  |       |                  |                 |          |          |
|  | 81       | UR Trabalhadores | 3                |       |                  |                 |          |          |
|  | 81       | UR Trabalhadores | 3                |       |                  |                 |          |          |
|  | 20       | Coritiba FC      | 2                |       |                  |                 |          |          |
|  | 20       | Coritiba FC      | 2                | 81    | UR Trabalhadores | 2 (4)           |          |          |
|  |          |                  |                  | 81    | UR Trabalhadores | 2 (4)           |          |          |
|  |          | 34               | Vila Nova FC     | 2 (5) |                  |                 |          |          |
|  | 134      | 34               | Vila Nova FC     | 2 (5) | Manaus FC        | 1               |          |          |
|  | 134      |                  |                  |       |                  | 1               |          |          |
|  | 34       | Vila Nova FC     | 1                |       |                  |                 |          |          |

3. Runde
Das Hinspiel fand am 16. April 2019 im Estádio Olímpico Pedro Ludovico Teixeira in Goiânia statt. Das Rückspiel am 20. April in Belém im Estádio Olímpico do Pará.
|                   | Gesamt |                              | Hinspiel | Rückspiel |
| ----------------- | ------ | ---------------------------- | -------- | --------- |
| Vila Nova FC (34) | 3:2    | Bragantino Clube do Pará (-) | 2:0      | 1:2       |

#### Gruppe 3
In der ersten Runde haben die im CBF Ranking schlechter platzierten Klubs Heimrecht. Ab der zweiten Runde sind die Mannschaften mit Heimrecht in Kursiv geschrieben. Fehlt die kursive Markierung, so hatte der Sieger Heimrecht. Die Paarungssieger in Fett. Wurde die Entscheidung in der zweiten Runde im Elfmeterschießen ausgetragen, so ist das Ergebnis in Klammern hinter dem eigentlichen Spielergebnis eingetragen.
|  | 1. Runde | 1. Runde         | 1. Runde     |    |                 | 2. Runde    | 2. Runde | 2. Runde |
|  |          |                  |              |    |                 |             |          |          |
|  | 69       | Campinense Clube | 0            |    |                 |             |          |          |
|  | 11       | Botafogo FR      | 1            |    |                 |             |          |          |
|  | 11       | Botafogo FR      | 1            |    | 11              | Botafogo FR | 3        |          |
|  |          |                  |              |    | 11              | Botafogo FR | 3        |          |
|  |          | 47               | Cuiabá EC    | 0  |                 |             |          |          |
|  | -        | 47               | Cuiabá EC    | 0  | Ypiranga Clube  | 0           |          |          |
|  | -        |                  |              |    | Ypiranga Clube  | 0           |          |          |
|  | 47       | Cuiabá EC        | 1            |    |                 |             |          |          |
|  | 47       | Cuiabá EC        | 1            |    |                 |             |          |          |
|  |          |                  |              |    |                 |             |          |          |
|  | 96       | São Raimundo-RR  | 0            |    |                 |             |          |          |
|  | 96       | São Raimundo-RR  | 0            |    |                 |             |          |          |
|  | 19       | América Mineiro  | 0            |    |                 |             |          |          |
|  | 19       | América Mineiro  | 0            | 19 | América Mineiro | 1           |          |          |
|  |          |                  |              | 19 | América Mineiro | 1           |          |          |
|  |          | 31               | EC Juventude | 2  |                 |             |          |          |
|  | 158      | 31               | EC Juventude | 2  | Palmas FR       | 0           |          |          |
|  | 158      |                  |              |    |                 | 0           |          |          |
|  | 31       | EC Juventude     | 1            |    |                 |             |          |          |

3. Runde
Das Hinspiel fand am 4. April 2019 im Estádio Olímpico Nilton Santos in Rio de Janeiro statt. Das Rückspiel am 11. April in Caxias do Sul im Estádio Alfredo Jaconi.
|                  | Gesamt |                   | Hinspiel  | Rückspiel |
| ---------------- | ------ | ----------------- | --------- | --------- |
| Botafogo FR (11) | 2:3    | EC Juventude (31) | 1:1 (0:1) | 1:2 (1:0) |

#### Gruppe 4
In der ersten Runde haben die im CBF Ranking schlechter platzierten Klubs Heimrecht. Ab der zweiten Runde sind die Mannschaften mit Heimrecht in Kursiv geschrieben. Fehlt die kursive Markierung, so hatte der Sieger Heimrecht. Die Paarungssieger in Fett. Wurde die Entscheidung in der zweiten Runde im Elfmeterschießen ausgetragen, so ist das Ergebnis in Klammern hinter dem eigentlichen Spielergebnis eingetragen.
|  | 1. Runde | 1. Runde           | 1. Runde           |       |               | 2. Runde  | 2. Runde | 2. Runde |
|  |          |                    |                    |       |               |           |          |          |
|  | 65       | Moto Club          | 2                  |       |               |           |          |          |
|  | 17       | EC Vitória         | 0                  |       |               |           |          |          |
|  | 17       | EC Vitória         | 0                  |       | 65            | Moto Club | 2 (3)    |          |
|  |          |                    |                    |       | 65            | Moto Club | 2 (3)    |          |
|  |          | 43                 | ABC Natal          | 2 (5) |               |           |          |          |
|  | 189      | 43                 | ABC Natal          | 2 (5) | Galvez EC     | 0         |          |          |
|  | 189      |                    |                    |       | Galvez EC     | 0         |          |          |
|  | 43       | ABC Natal          | 1                  |       |               |           |          |          |
|  | 43       | ABC Natal          | 1                  |       |               |           |          |          |
|  |          |                    |                    |       |               |           |          |          |
|  | 89       | Sinop FC           | 1                  |       |               |           |          |          |
|  | 89       | Sinop FC           | 1                  |       |               |           |          |          |
|  | 28       | Santa Cruz-PE      | 2                  |       |               |           |          |          |
|  | 28       | Santa Cruz-PE      | 2                  | 28    | Santa Cruz-PE | 1 (4)     |          |          |
|  |          |                    |                    | 28    | Santa Cruz-PE | 1 (4)     |          |          |
|  |          | 36                 | Náutico Capibaribe | 1 (2) |               |           |          |          |
|  | 111      | 36                 | Náutico Capibaribe | 1 (2) | Imperatriz    | 1         |          |          |
|  | 111      |                    |                    |       |               | 1         |          |          |
|  | 36       | Náutico Capibaribe | 1                  |       |               |           |          |          |

3. Runde
Das Hinspiel fand am 3. April 2019 im Estadio Maria Lamas Farache in Natal statt. Das Rückspiel am 10. April in Recife im Estádio do Arruda.
|                | Gesamt |                    | Hinspiel  | Rückspiel |
| -------------- | ------ | ------------------ | --------- | --------- |
| ABC Natal (43) | 1:3    | Santa Cruz FC (28) | 1:0 (0:0) | 0:3 (0:2) |

#### Gruppe 5
In der ersten Runde haben die im CBF Ranking schlechter platzierten Klubs Heimrecht. Ab der zweiten Runde sind die Mannschaften mit Heimrecht in Kursiv geschrieben. Fehlt die kursive Markierung, so hatte der Sieger Heimrecht. Die Paarungssieger in Fett. Wurde die Entscheidung in der zweiten Runde im Elfmeterschießen ausgetragen, so ist das Ergebnis in Klammern hinter dem eigentlichen Spielergebnis eingetragen.
|  | 1. Runde | 1. Runde       | 1. Runde      |    |                    | 2. Runde      | 2. Runde | 2. Runde |
|  |          |                |               |    |                    |               |          |          |
|  | 72       | Ríver AC       | 0             |    |                    |               |          |          |
|  | 13       | Fluminense-RJ  | 5             |    |                    |               |          |          |
|  | 13       | Fluminense-RJ  | 5             |    | 13                 | Fluminense-RJ | 3        |          |
|  |          |                |               |    | 13                 | Fluminense-RJ | 3        |          |
|  |          | 55             | Ypiranga FC   | 0  |                    |               |          |          |
|  | -        | 55             | Ypiranga FC   | 0  | CA Votuporanguense | 0             |          |          |
|  | -        |                |               |    | CA Votuporanguense | 0             |          |          |
|  | 55       | Ypiranga FC    | 1             |    |                    |               |          |          |
|  | 55       | Ypiranga FC    | 1             |    |                    |               |          |          |
|  |          |                |               |    |                    |               |          |          |
|  | 91       | Boavista SC    | 1             |    |                    |               |          |          |
|  | 91       | Boavista SC    | 1             |    |                    |               |          |          |
|  | 22       | Figueirense FC | 2             |    |                    |               |          |          |
|  | 22       | Figueirense FC | 2             | 22 | Figueirense FC     | 0             |          |          |
|  |          |                |               | 22 | Figueirense FC     | 0             |          |          |
|  |          | 30             | Luverdense EC | 1  |                    |               |          |          |
|  | 157      | 30             | Luverdense EC | 1  | Corumbaense FC     | 0             |          |          |
|  | 157      |                |               |    |                    | 0             |          |          |
|  | 30       | Luverdense EC  | 0             |    |                    |               |          |          |

3. Runde
Das Hinspiel fand am 3. April 2019 im Estádio Municipal Passo Das Emas in Lucas do Rio Verde statt. Das Rückspiel am 10. April in Rio de Janeiro im Maracanã.
|                    | Gesamt |                    | Hinspiel | Rückspiel |
| ------------------ | ------ | ------------------ | -------- | --------- |
| Luverdense EC (30) | 0:2    | Fluminense FC (13) | 0:0      | 0:2 (0:0) |

#### Gruppe 6
In der ersten Runde haben die im CBF Ranking schlechter platzierten Klubs Heimrecht. Ab der zweiten Runde sind die Mannschaften mit Heimrecht in Kursiv geschrieben. Fehlt die kursive Markierung, so hatte der Sieger Heimrecht. Die Paarungssieger in Fett. Wurde die Entscheidung in der zweiten Runde im Elfmeterschießen ausgetragen, so ist das Ergebnis in Klammern hinter dem eigentlichen Spielergebnis eingetragen.
|  | 1. Runde | 1. Runde   | 1. Runde      |       |                | 2. Runde | 2. Runde | 2. Runde |
|  |          |            |               |       |                |          |          |          |
|  | 66       | Rio Branco | 2             |       |                |          |          |          |
|  | 15       | EC Bahia   | 2             |       |                |          |          |          |
|  | 15       | EC Bahia   | 2             |       | 15             | EC Bahia | 1        |          |
|  |          |            |               |       | 15             | EC Bahia | 1        |          |
|  |          | -          | Santa Cruz-RN | 0     |                |          |          |          |
|  | -        | -          | Santa Cruz-RN | 0     | Santa Cruz-RN  | 1        |          |          |
|  | -        |            |               |       | Santa Cruz-RN  | 1        |          |          |
|  | 48       | Tupi FC    | 0             |       |                |          |          |          |
|  | 48       | Tupi FC    | 0             |       |                |          |          |          |
|  |          |            |               |       |                |          |          |          |
|  | 94       | CS Sergipe | 0             |       |                |          |          |          |
|  | 94       | CS Sergipe | 0             |       |                |          |          |          |
|  | 24       | Goiás EC   | 2             |       |                |          |          |          |
|  | 24       | Goiás EC   | 2             | 24    | Goiás EC       | 1 (2)    |          |          |
|  |          |            |               | 24    | Goiás EC       | 1 (2)    |          |          |
|  |          | 32         | CRB           | 1 (3) |                |          |          |          |
|  | 118      | 32         | CRB           | 1 (3) | Brasiliense FC | 0        |          |          |
|  | 118      |            |               |       |                | 0        |          |          |
|  | 32       | CRB        | 0             |       |                |          |          |          |

3. Runde
Das Hinspiel fand am 2. April 2019 im Estádio Rei Pelé in Maceió statt. Das Rückspiel am 9. April in Salvador in der Arena Fonte Nova.
|                              | Gesamt |               | Hinspiel  | Rückspiel |
| ---------------------------- | ------ | ------------- | --------- | --------- |
| Clube de Regatas Brasil (32) | 1:2    | EC Bahia (15) | 1:1 (1:0) | 0:1 (0:0) |

#### Gruppe 7
In der ersten Runde haben die im CBF Ranking schlechter platzierten Klubs Heimrecht. Ab der zweiten Runde sind die Mannschaften mit Heimrecht in Kursiv geschrieben. Fehlt die kursive Markierung, so hatte der Sieger Heimrecht. Die Paarungssieger in Fett. Wurde die Entscheidung in der zweiten Runde im Elfmeterschießen ausgetragen, so ist das Ergebnis in Klammern hinter dem eigentlichen Spielergebnis eingetragen.
|  | 1. Runde | 1. Runde            | 1. Runde          |    |                     | 2. Runde  | 2. Runde | 2. Runde |
|  |          |                     |                   |    |                     |           |          |          |
|  | 76       | AA Altos            | 1                 |    |                     |           |          |          |
|  | 4        | FC Santos           | 7                 |    |                     |           |          |          |
|  | 4        | FC Santos           | 7                 |    | 4                   | FC Santos | 4        |          |
|  |          |                     |                   |    | 4                   | FC Santos | 4        |          |
|  |          | 49                  | América FC (RN)   | 0  |                     |           |          |          |
|  | -        | 49                  | América FC (RN)   | 0  | Sobradinho EC       | 0         |          |          |
|  | -        |                     |                   |    | Sobradinho EC       | 0         |          |          |
|  | 49       | América FC (RN)     | 0                 |    |                     |           |          |          |
|  | 49       | América FC (RN)     | 0                 |    |                     |           |          |          |
|  |          |                     |                   |    |                     |           |          |          |
|  | 86       | Brusque FC          | 1                 |    |                     |           |          |          |
|  | 86       | Brusque FC          | 1                 |    |                     |           |          |          |
|  | 25       | Atlético Goianiense | 1                 |    |                     |           |          |          |
|  | 25       | Atlético Goianiense | 1                 | 25 | Atlético Goianiense | 4         |          |          |
|  |          |                     |                   | 25 | Atlético Goianiense | 4         |          |          |
|  |          | 175                 | Atlético Cearense | 0  |                     |           |          |          |
|  | 175      | 175                 | Atlético Cearense | 0  | Atlético Cearense   | 2         |          |          |
|  | 175      |                     |                   |    |                     | 2         |          |          |
|  | 39       | Joinville EC        | 0                 |    |                     |           |          |          |

3. Runde
Das Hinspiel fand am 4. April 2019 im Estádio Antonio Accioly in Goiânia statt. Das Rückspiel am 11. April in Santos im Estádio Urbano Caldeira.
|                          | Gesamt |               | Hinspiel  | Rückspiel |
| ------------------------ | ------ | ------------- | --------- | --------- |
| Atlético Goianiense (25) | 1:3    | FC Santos (4) | 1:0 (0:0) | 0:3 (0:1) |

#### Gruppe 8
In der ersten Runde haben die im CBF Ranking schlechter platzierten Klubs Heimrecht. Ab der zweiten Runde sind die Mannschaften mit Heimrecht in Kursiv geschrieben. Fehlt die kursive Markierung, so hatte der Sieger Heimrecht. Die Paarungssieger in Fett. Wurde die Entscheidung in der zweiten Runde im Elfmeterschießen ausgetragen, so ist das Ergebnis in Klammern hinter dem eigentlichen Spielergebnis eingetragen.
|  | 1. Runde | 1. Runde        | 1. Runde |       |             | 2. Runde    | 2. Runde | 2. Runde |
|  |          |                 |          |       |             |             |          |          |
|  | 79       | EC São José     | 0        |       |             |             |          |          |
|  | 10       | Chapecoense     | 0        |       |             |             |          |          |
|  | 10       | Chapecoense     | 0        |       | 10          | Chapecoense | 2        |          |
|  |          |                 |          |       | 10          | Chapecoense | 2        |          |
|  |          | 218             | Mixto EC | 1     |             |             |          |          |
|  | 218      | 218             | Mixto EC | 1     | Mixto EC    | 1           |          |          |
|  | 218      |                 |          |       | Mixto EC    | 1           |          |          |
|  | 45       | CS Alagoano     | 0        |       |             |             |          |          |
|  | 45       | CS Alagoano     | 0        |       |             |             |          |          |
|  |          |                 |          |       |             |             |          |          |
|  | 93       | São Raimundo-PA | 0        |       |             |             |          |          |
|  | 93       | São Raimundo-PA | 0        |       |             |             |          |          |
|  | 29       | Criciúma EC     | 2        |       |             |             |          |          |
|  | 29       | Criciúma EC     | 2        | 29    | Criciúma EC | 0 (7)       |          |          |
|  |          |                 |          | 29    | Criciúma EC | 0 (7)       |          |          |
|  |          | 37              | Oeste FC | 0 (6) |             |             |          |          |
|  | 159      | 37              | Oeste FC | 0 (6) | Fast Clube  | 1           |          |          |
|  | 159      |                 |          |       |             | 1           |          |          |
|  | 37       | Oeste FC        | 6        |       |             |             |          |          |

3. Runde
Das Hinspiel fand am 27. März 2019 in der Arena Condá in Chapecó statt. Das Rückspiel am 10. April in Criciúma im Estádio Heriberto Hülse.
|                  | Gesamt |                  | Hinspiel  | Rückspiel |
| ---------------- | ------ | ---------------- | --------- | --------- |
| Chapecoense (10) | 5:2    | Criciúma EC (29) | 3:2 (2:0) | 2:0 (1:0) |

#### Gruppe 9
In der ersten Runde haben die im CBF Ranking schlechter platzierten Klubs Heimrecht. Ab der zweiten Runde sind die Mannschaften mit Heimrecht in Kursiv geschrieben. Fehlt die kursive Markierung, so hatte der Sieger Heimrecht. Die Paarungssieger in Fett. Wurde die Entscheidung in der zweiten Runde im Elfmeterschießen ausgetragen, so ist das Ergebnis in Klammern hinter dem eigentlichen Spielergebnis eingetragen.
|  | 1. Runde | 1. Runde     | 1. Runde    |       |                  | 2. Runde    | 2. Runde | 2. Runde |
|  |          |              |             |       |                  |             |          |          |
|  | 56       | Tombense FC  | 3           |       |                  |             |          |          |
|  | 16       | Sport Recife | 0           |       |                  |             |          |          |
|  | 16       | Sport Recife | 0           |       | 56               | Tombense FC | 2 (6)    |          |
|  |          |              |             |       | 56               | Tombense FC | 2 (6)    |          |
|  |          | 46           | Botafogo FC | 2 (7) |                  |             |          |          |
|  | -        | 46           | Botafogo FC | 2 (7) | Operário FC (MS) | 1           |          |          |
|  | -        |              |             |       | Operário FC (MS) | 1           |          |          |
|  | 46       | Botafogo FC  | 4           |       |                  |             |          |          |
|  | 46       | Botafogo FC  | 4           |       |                  |             |          |          |
|  |          |              |             |       |                  |             |          |          |
|  | 87       | AO Itabaiana | 2           |       |                  |             |          |          |
|  | 87       | AO Itabaiana | 2           |       |                  |             |          |          |
|  | 26       | Paraná Clube | 5           |       |                  |             |          |          |
|  | 26       | Paraná Clube | 5           | 26    | Paraná Clube     | 1 (4)       |          |          |
|  |          |              |             | 26    | Paraná Clube     | 1 (4)       |          |          |
|  |          | 35           | Londrina EC | 1 (5) |                  |             |          |          |
|  | 160      | 35           | Londrina EC | 1 (5) | Americano        | 1           |          |          |
|  | 160      |              |             |       |                  | 1           |          |          |
|  | 35       | Londrina EC  | 2           |       |                  |             |          |          |

3. Runde
Das Hinspiel fand am 13. März 2019 im Almeidão in João Pessoa statt. Das Rückspiel am 3. April in Londrina im Estádio do Café.
|                       | Gesamt |                  | Hinspiel  | Rückspiel |
| --------------------- | ------ | ---------------- | --------- | --------- |
| Botafogo FC (PB) (46) | 3:5    | Londrina EC (35) | 0:2 (0:0) | 3:3 (1:1) |

#### Gruppe 10
In der ersten Runde haben die im CBF Ranking schlechter platzierten Klubs Heimrecht. Ab der zweiten Runde sind die Mannschaften mit Heimrecht in Kursiv geschrieben. Fehlt die kursive Markierung, so hatte der Sieger Heimrecht. Die Paarungssieger in Fett. Wurde die Entscheidung in der zweiten Runde im Elfmeterschießen ausgetragen, so ist das Ergebnis in Klammern hinter dem eigentlichen Spielergebnis eingetragen.
|  | 1. Runde | 1. Runde         | 1. Runde      |    |             | 2. Runde         | 2. Runde | 2. Runde |
|  |          |                  |               |    |             |                  |          |          |
|  | 67       | SD Juazeirense   | 2             |    |             |                  |          |          |
|  | 14       | CR Vasco da Gama | 2             |    |             |                  |          |          |
|  | 14       | CR Vasco da Gama | 2             |    | 14          | CR Vasco da Gama | 2        |          |
|  |          |                  |               |    | 14          | CR Vasco da Gama | 2        |          |
|  |          | -                | SD Serra FC   | 0  |             |                  |          |          |
|  | -        | -                | SD Serra FC   | 0  | SD Serra FC | 1                |          |          |
|  | -        |                  |               |    | SD Serra FC | 1                |          |          |
|  | 54       | Clube do Remo    | 0             |    |             |                  |          |          |
|  | 54       | Clube do Remo    | 0             |    |             |                  |          |          |
|  |          |                  |               |    |             |                  |          |          |
|  | 107      | Ariquemes        | 1             |    |             |                  |          |          |
|  | 107      | Ariquemes        | 1             |    |             |                  |          |          |
|  | 21       | Avaí FC          | 4             |    |             |                  |          |          |
|  | 21       | Avaí FC          | 4             | 21 | Avaí FC     | 2                |          |          |
|  |          |                  |               | 21 | Avaí FC     | 2                |          |          |
|  |          | 41               | Grêmio Brasil | 0  |             |                  |          |          |
|  | 127      | 41               | Grêmio Brasil | 0  | CA Tubarão  | 0                |          |          |
|  | 127      |                  |               |    |             | 0                |          |          |
|  | 41       | Grêmio Brasil    | 0             |    |             |                  |          |          |

3. Runde
Das Hinspiel fand am 14. März 2019 im Estádio São Januário in Rio de Janeiro statt. Das Rückspiel am 10. April in Florianópolis im Estádio da Ressacada.
|                       | Gesamt |              | Hinspiel  | Rückspiel |
| --------------------- | ------ | ------------ | --------- | --------- |
| CR Vasco da Gama (14) | 4:2    | Avaí FC (21) | 3:2 (1:1) | 1:0 (0:0) |

### 4. Runde
Die Paarungen für die vierte Runde wurden am 12. April 2019 ausgelost. In dieser Runde findet die Auswärtstorregel Anwendung. Sollte nach dieser keine Entscheidung gefallen sein, kommt es zum Elfmeterschießen. Die Hinrundenspiele finden am 17. und 18. April statt. Die Rückrunde wird am 24. und 25. April ausgetragen. Aufgrund der Nachholspiele in der Gruppe 2 konnten vorerst nur vier der fünf Paarungen gelost werden. Am 23. April wurde die letzte Paarung gelost und die Termine festgesetzt. Vila Nova erhielt zunächst Heimrecht und die Spiele finden am 24. April und 7. Mai 2019 statt.
| Datum       |                    | Gesamt          |                       | Hinspiel  | Rückspiel |
| ----------- | ------------------ | --------------- | --------------------- | --------- | --------- |
| 17.4./24.4. | FC Santos (4)      | 3:2             | CR Vasco da Gama (14) | 2:0 (0:0) | 1:2 (0:2) |
| 17.4./24.4. | Chapecoense (10)   | 1:2             | SC Corinthians (5)    | 1:0 (1:0) | 0:2 (0:1) |
| 17.4./25.4. | Fluminense FC (13) | 2:2 (3:2 i. E.) | Santa Cruz FC (28)    | 2:0 (2:0) | 0:2 (0:0) |
| 18.4./25.4. | EC Bahia (15)      | 5:2             | Londrina EC (35)      | 4:0 (2:0) | 1:2 (1:2) |
| 24.4./7.5.  | Vila Nova FC (34)  | 0:0 (3:2 i. E.) | EC Juventude (31)     | 0:0       | 0:0       |

### Achtelfinale
Im Achtelfinale trafen die fünf Sieger-Mannschaften aus der vierten Runde sowie die elf direkt qualifizierten Klubs an.
Qualifizierte Mannschaften aus der vierten Runde:
- EC Bahia (15)
- SC Corinthians (5)
- Fluminense FC (13)
- FC Santos (4)
- EC Juventude (31)

Auslosung
Die Auslosung für das Achtelfinale fand am 2. Mai 2019 statt. Es wurden zwei Lostöpfe gebildet. In Topf A kamen die Qualifikanten aus der Copa Libertadores. In Tops B die weiteren drei Direktqualifikanten sowie die fünf Sieger der Runde 4. In beiden Töpfen wurden alle Klubs nach dem Ranking des CBF sortiert. Es wurden die Mannschaften aus Topf A gegen die aus Topf B gezogen.
| Topf A                   | Topf B                              |
| ------------------------ | ----------------------------------- |
| SE Palmeiras (1)         | FC Santos (4)                       |
| Cruzeiro EC (2)          | SC Corinthians (5)                  |
| Grêmio FBPA (3)          | Fluminense FC (13)                  |
| CR Flamengo (6)          | EC Bahia (15)                       |
| Atlético Mineiro (7)     | Paysandu SC (27)                    |
| Athletico Paranaense (8) | Fortaleza EC (33)                   |
| SC Internacional (9)     | Sampaio Corrêa FC (38)              |
| FC São Paulo (12)        | Sieger Vila Nova FC vs EC Juventude |

Die Hinspiele fanden vom 15. bis 23. Mai statt. Die Rückspiele wurden zwischen dem 29. Mai und 5. Juni ausgetragen. Die genauen Termine wurden am 3. Mai 2019 bekannt gegeben.
| Datum       |                   | Gesamt          |                      | Hinspiel  | Rückspiel |
| ----------- | ----------------- | --------------- | -------------------- | --------- | --------- |
| 15.5./4.6.  | SC Corinthians    | 0:2             | CR Flamengo          | 0:1 (0:0) | 0:1 (0:0) |
| 15.5./5.6.  | Fluminense FC     | 3:3 (1:3 i. E.) | Cruzeiro EC          | 1:1 (0:0) | 2:2 (0:1) |
| 15.5./6.6.  | Atlético Mineiro  | 2:1             | FC Santos            | 0:0       | 2:1 (1:1) |
| 16.5./5.6.  | Fortaleza EC      | 0:1             | Athletico Paranaense | 0:0       | 0:1 (0:0) |
| 22.5./30.5. | EC Juventude      | 0:3             | Grêmio FBPA          | 0:0       | 0:3 (0:1) |
| 22.5./30.5. | Sampaio Corrêa FC | 0:3             | SE Palmeiras         | 0:1 (0:0) | 0:2 (0:1) |
| 22.5./29.5. | FC São Paulo      | 0:2             | EC Bahia             | 0:1 (0:0) | 0:1 (0:0) |
| 23.5./29.5. | SC Internacional  | 4:1             | Paysandu SC          | 3:1 (1:0) | 1:0 (0:0) |

### Turnierplan ab Viertelfinale
Die Paarungen für das Viertelfinale wurden am 10. Juni 2019 ausgelost. Dabei kamen alle Klubs in einen Lostopf. Qualifizierte Klubs in Reihenfolge des CBF Ranking:
- SE Palmeiras (1)
- Cruzeiro EC (2)
- Grêmio FBPA (3)
- CR Flamengo (6)
- Atlético Mineiro (7)
- Athletico Paranaense (8)
- SC Internacional (9)
- EC Bahia (15)

Turnierplan
Die Mannschaft, welche zuerst Heimrecht hat, wird bei nachstehenden Paarungen zuerst genannt. Tore in Klammern sind die Ergebnisse aus Elfmeterschießen.

|  | Viertelfinale | Viertelfinale        | Viertelfinale        | Viertelfinale | Viertelfinale |             |   | Halbfinale           | Halbfinale | Halbfinale | Halbfinale | Halbfinale |  |  | Finale | Finale | Finale | Finale | Finale |
|  |               |                      |                      |               |               |             |   |                      |            |            |            |            |  |  |        |        |        |        |        |
|  |               | Grêmio FBPA          | 1                    | 1             | 2             |             |   |                      |            |            |            |            |  |  |        |        |        |        |        |
|  |               | EC Bahia             | 1                    | 0             | 1             |             |   |                      |            |            |            |            |  |  |        |        |        |        |        |
|  |               | EC Bahia             | 1                    | 0             | 1             | Grêmio FBPA | 2 | 0                    | 2 (4)      |            |            |            |  |  |        |        |        |        |        |
|  |               |                      |                      |               |               | Grêmio FBPA | 2 | 0                    | 2 (4)      |            |            |            |  |  |        |        |        |        |        |
|  |               |                      | Athletico Paranaense | 0             | 2             | 2 (5)       |   |                      |            |            |            |            |  |  |        |        |        |        |        |
|  |               | Athletico Paranaense | Athletico Paranaense | 0             | 2             | 2 (5)       | 1 | 1                    | 2 (3)      |            |            |            |  |  |        |        |        |        |        |
|  |               |                      |                      |               |               |             | 1 | 1                    | 2 (3)      |            |            |            |  |  |        |        |        |        |        |
|  |               | CR Flamengo          | 1                    | 1             | 2 (1)         |             |   |                      |            |            |            |            |  |  |        |        |        |        |        |
|  |               |                      |                      |               |               |             |   | Athletico Paranaense | 1          | 2          | 3          |            |  |  |        |        |        |        |        |
|  |               |                      | SC Internacional     | 0             | 1             | 1           |   |                      |            |            |            |            |  |  |        |        |        |        |        |
|  |               | Cruzerio EC          | 3                    | 0             | 3             |             |   |                      |            |            |            |            |  |  |        |        |        |        |        |
|  |               | Atlético Mineiro     | 0                    | 2             | 2             |             |   |                      |            |            |            |            |  |  |        |        |        |        |        |
|  |               | Atlético Mineiro     | 0                    | 2             | 2             | Cruzerio EC | 0 | 0                    | 0          |            |            |            |  |  |        |        |        |        |        |
|  |               |                      |                      |               |               | Cruzerio EC | 0 | 0                    | 0          |            |            |            |  |  |        |        |        |        |        |
|  |               |                      | SC Internacional     | 1             | 3             | 4           |   |                      |            |            |            |            |  |  |        |        |        |        |        |
|  |               | SE Palmeiras         | SC Internacional     | 1             | 3             | 4           | 1 | 1                    | 2 (4)      |            |            |            |  |  |        |        |        |        |        |
|  |               |                      |                      |               |               |             | 1 | 1                    | 2 (4)      |            |            |            |  |  |        |        |        |        |        |
|  |               | SC Internacional     | 1                    | 1             | 2 (5)         |             |   |                      |            |            |            |            |  |  |        |        |        |        |        |

### Viertelfinale
| Datum      |                      | Gesamt          |                  | Hinspiel  | Rückspiel |
| ---------- | -------------------- | --------------- | ---------------- | --------- | --------- |
| 10.7./17.7 | Grêmio FBPA          | 2:1             | EC Bahia         | 1:1 (1:0) | 1:0 (0:0) |
| 10.7./17.7 | Athletico Paranaense | 2:2 (3:1 i. E.) | CR Flamengo      | 1:1 (0:0) | 1:1 (0:0) |
| 10.7./17.7 | SE Palmeiras         | 1:1 (4:5 i. E.) | SC Internacional | 1:0 (1:0) | 0:1 (0:1) |
| 11.7./17.7 | Cruzeiro EC          | 3:2             | Atlético Mineiro | 3:0 (2:0) | 0:2 (0:1) |

### Halbfinale
| Datum      |             | Gesamt          |                      | Hinspiel  | Rückspiel |
| ---------- | ----------- | --------------- | -------------------- | --------- | --------- |
| 7.8./4.9.  | Cruzeiro EC | 0:4             | SC Internacional     | 0:1 (0:0) | 0:3 (0:1) |
| 14.8./4.9. | Grêmio FBPA | 2:2 (4:5 i. E.) | Athletico Paranaense | 2:0 (1:0) | 0:2 (1:0) |

### Finale
Die Ziehung des ersten Heimrechtes der Finalspiele fand am 5. September 2019 um 15:00 Uhr in der Zentrale des CBF in Rio de Janeiro statt.

#### Hinspiel
| Athletico Paranaense                              | Athletico Paranaense | SC Internacional | SC Internacional |
| ------------------------------------------------- | --- | --- | ---------------- |
| Athletico Paranaense                              | \| 11. September 2019 in Curitiba (Arena da Baixada) \| \| Ergebnis: 1:0 (0:0) \| \| Zuschauer: 39.972[16] \| \| Schiedsrichter: Raphael Claus \| \| Spielbericht \| | \| 11. September 2019 in Curitiba (Arena da Baixada) \| \| Ergebnis: 1:0 (0:0) \| \| Zuschauer: 39.972[16] \| \| Schiedsrichter: Raphael Claus \| \| Spielbericht \| | SC Internacional |
| Athletico Paranaense                              | 01 Santos 13 Khellven 65′ 14 Robson Bambu 04 Léo Pereira 06 Márcio Azevedo 06 Wellington 90+4′ 39 Bruno Guimarães 18 Léo Cittadini 56. 11 Nikão 41′ 07 Rony 79. 09 Marco Ruben 66. Reserve 22 Léo 03 Luis González 79. 08 Tomás Andrade 10 Marcelo Cirino 66. 17 Braian Romero 20 Matheus Rossetto 26 Erick 28 Vitinho 30 Abner Felipe 33 Lucas Halter 38 Thonny Anderson 56. Cheftrainer: Tiago Nunes | 12 Marcelo Lomba 02 Bruno Vieira 04 Rodrigo Moledo 15 Víctor Cuesta 06 Uendel 19 Rodrigo Lindoso 08 Edenílson 73. 88 Patrick 10 D’Alessandro 82. 07 Nico López 63. 07 Paolo Guerrero Reserve 01 Danilo Fernandes 11 Wellington Silva 63. 16 Rithely 17 Neílton 23 Rafael Sóbis 82. 29 Martín Sarrafiore 31 Heitor 33 Nonato 73. 37 Zec 44 Willian Klaus 77 Guilherme 99 William Pottker Cheftrainer: Odair Hellmann | SC Internacional |
| Athletico Paranaense                              | 1:0 Bruno Guimarães (57.) | | SC Internacional |
| 11. September 2019 in Curitiba (Arena da Baixada) | | |                  |
| Ergebnis: 1:0 (0:0)                               | | |                  |
| Zuschauer: 39.972                                 | | |                  |
| Schiedsrichter: Raphael Claus                     | | |                  |
| Spielbericht                                      | | |                  |

#### Rückspiel
| SC Internacional                                       | SC Internacional | Athletico Paranaense | Athletico Paranaense |
| ------------------------------------------------------ | --- | --- | -------------------- |
| SC Internacional                                       | \| 18. September 2019 in Porto Alegre (Estádio Beira-Rio) \| \| Ergebnis: 1:2 (1:1) \| \| Zuschauer: 50.335 \| \| Schiedsrichter: Wilton Sampaio \| \| Spielbericht \| | \| 18. September 2019 in Porto Alegre (Estádio Beira-Rio) \| \| Ergebnis: 1:2 (1:1) \| \| Zuschauer: 50.335 \| \| Schiedsrichter: Wilton Sampaio \| \| Spielbericht \| | Athletico Paranaense |
| SC Internacional                                       | 12 Marcelo Lomba 02 Bruno Vieira 45+1′ 55. 04 Rodrigo Moledo 81′ 15 Víctor Cuesta 06 Uendel 08 Edenílson 19 Rodrigo Lindoso 88 Patrick 46. 07 Nico López 8′ 07 Paolo Guerrero 11 Wellington Silva 81. Reserve 01 Danilo Fernandes 16 Rithely 37 Zeca 10 D’Alessandro 20 Emerson 44 Willian Klaus 17 Neílton 29 Martín Sarrafiore 31 Heitor 77 Guilherme 73. 33 Nonato 55. 23 Rafael Sóbis 46. Cheftrainer: Odair Hellmann | 01 Santos 13 Khellven 61. 14 Robson Bambu 04 Léo Pereira 06 Márcio Azevedo 05 Wellington 50′ 11 Nikão 18 Léo Cittadini 85. 39 Bruno Guimarães 07 Rony 09 Marco Ruben 60′ 68. Reserve 22 Léo 30 Abner Felipe 08 Tomás Andrade 10 Marcelo Cirino 68. 26 Erick 38 Thonny Anderson 03 Luis González 85. 23 Mádson 61. 33 Lucas Halter 17 Braian Romero 20 Matheus Rossetto 28 Vitinho Cheftrainer: Tiago Nunes | Athletico Paranaense |
| SC Internacional                                       | 1:1 Nico Lópezon (31.) | 0:1 Léo Cittadini (24.) 1:2 Rony (90.+7') | Athletico Paranaense |
| 18. September 2019 in Porto Alegre (Estádio Beira-Rio) | | |                      |
| Ergebnis: 1:2 (1:1)                                    | | |                      |
| Zuschauer: 50.335                                      | | |                      |
| Schiedsrichter: Wilton Sampaio                         | | |                      |
| Spielbericht                                           | | |                      |

## Die Meistermannschaft
Die Zahlen in Klammern geben die Anzahl der Spieleinsätze und Tore an. Spieler ohne Spieleinsätze standen im laufenden Wettbewerb mind. in einem Spiel im Kader und waren bis zum Finale teil dessen.
| 1. | Athletico Paranaense |
|    | - Tor: 01 Santos (8/0) 22 Léo Vieira (0/0) 25 Caio Alan (0/0) - Abwehr: 02 Jonathan (3/0) 04 Léo Pereira (7/1) 06 Márcio Azevedo (7/0) 13 Khellven (3/0) 14 Robson Bambu (5/0) 23 Mádson (2/0) 30 Abner Felipe (0/0) 33 Lucas Halter (4/0) 34 Pedro Henrique (1/0) - Mittelfeld: 03 Luis González (7/0) 05 Wellington (8/0) 08 Tomás Andrade (0/0) 18 Léo Cittadini (4/1) 20 Matheus Rossetto (0/0) 26 Erick (1/0) 38 Thonny Anderson (2/0) 39 Bruno Guimarães (8/1) 77 Bruno Nazário (4/0) - Angriff: 07 Rony (8/2) 09 Marco Ruben (8/2) 10 Marcelo Cirino (7/0) 11 Nikão (8/1) 17 Braian Romero (2/0) 28 Vitinho (4/0), Pedrinho (0/0) |

## Torschützenliste
| Platz | Spieler        | Klub             | 1. Rd. | 2. Rd. | 3. Rd. Hin. | 3. Rd. Rück. | 4. Rd. Hin. | 4. Rd. Rück. | 1/8 Fin. Hin. | 1/8 Fin. Rück. | 1/4 Fin. Hin. | 1/4 Fin. Rück. | 1/2 Fin. Hin. | 1/2 Fin. Rück. | Final Hin. | Final Rück. | Gesamt |
| ----- | -------------- | ---------------- | ------ | ------ | ----------- | ------------ | ----------- | ------------ | ------------- | -------------- | ------------- | -------------- | ------------- | -------------- | ---------- | ----------- | ------ |
| 1     | Paolo Guerrero | Internacional    | x      | x      | x           | x            | x           | x            | 2             | 1              | 0             | 0              | 0             | 2              | 0          | 0           | 5 Tore |
| 1     | Luciano        | Fluminense       | 2      | 1      | 0           | 1            | 1           | 0            | 0             | 0              | x             | x              | x             | x              | x          | x           | 5 Tore |
| 1     | Pipico         | Santa Cruz FC    | 1      | 1      | 0           | 2            | 0           | 1            | x             | x              | x             | x              | x             | x              | x          | x           | 5 Tore |
| 4     | Carlos Sánchez | FC Santos        | 2      | 0      | -           | 2            | 0           | 0            | -             | 0              | x             | x              | x             | x              | x          | x           | 4 Tore |
| 4     | Gilberto       | EC Bahia         | 2      | 1      | 0           | 0            | 0           | 0            | -             | 0              | 1             | 0              | x             | x              | x          | x           | 4 Tore |
| 4     | Nando          | Botafogo FC (PB) | 2      | 0      | 0           | 2            | x           | x            | x             | x              | x             | x              | x             | x              | x          | x           | 4 Tore |
| 4     | Daniel Amorim  | Avaí FC          | 2      | 2      | 0           | 0            | x           | x            | x             | x              | x             | x              | x             | x              | x          | x           | 4 Tore |

Legende: fett Markierung = befindet sich noch im Wettbewerb, - = Spieler wurde nicht eingesetzt, x = Spieler kann nicht mehr teilnehmen

## Zuschauer

### Die 10 meistbesuchten Spiele
| Pl. | Anzahl | Heim                 | Ergebnis | Gast                 | Stadion          | Datum              | Spieltag                |
| --- | ------ | -------------------- | -------- | -------------------- | ---------------- | ------------------ | ----------------------- |
| 01  | 64.844 | Flamengo             | 0:0      | Athletico Paranaense | Maracanã         | 17. Juli 2019      | Viertelfinale Rückspiel |
| 02  | 55.586 | Flamengo             | 1:0      | Corinthians          | Maracanã         | 4. Juli 2019       | Achtelfinale Rückspiel  |
| 03  | 46.747 | Internacional        | 1:2      | Athletico Paranaense | Beira-Rio        | 18. September 2019 | Finale Rückspiel        |
| 04  | 46.341 | Bahia                | 0:1      | Grêmio FBPA          | Arena Fonte Nova | 17. Juli 2019      | Viertelfinale Rückspiel |
| 05  | 46.170 | Internacional        | 3:0      | Cruzeiro             | Beira-Rio        | 4. September 2019  | Halbfinale Rückspiel    |
| 06  | 41.376 | Cruzeiro             | 3:0      | Atlético Mineiro     | Mineirão         | 11. Juli 2019      | Achtelfinale Rückspiel  |
| 07  | 40.175 | Grêmio FBPA          | 2:0      | Athletico Paranaense | Arena do Grêmio  | 14. August 2019    | Halbfinale Hinspiel     |
| 08  | 40.056 | Cruzeiro             | 2:2      | Fluminense           | Mineirão         | 5. Juni 2019       | Viertelfinale Rückspiel |
| 09  | 38.934 | Internacional        | 1:0      | Palmeiras            | Beira-Rio        | 17. Juli 2019      | Viertelfinale Rückspiel |
| 10  | 38.490 | Athletico Paranaense | 1:0      | Internacional        | Arena da Baixada | 11. September 2019 | Finale Hinspiel         |

### 10 wenigsten besuchten Spiele
| Pl. | Anzahl | Heim                | Ergebnis | Gast                | Stadion  | Datum            | Spieltag |
| --- | ------ | ------------------- | -------- | ------------------- | -------- | ---------------- | -------- |
| 01  | 095    | Nacional Fast Clube | 1:6      | Oeste FC            | Colina   | 14. Februar 2019 | 1. Runde |
| 02  | 153    | Atlético Cearense   | 2:0      | Joinville EC        | PV       | 6. Februar 2019  | 1. Runde |
| 03  | 207    | Americano FC (RJ)   | 1:2      | Londrina EC         | Elcyr    | 7. Februar 2019  | 1. Runde |
| 04  | 218    | Foz do Iguaçu FC    | 1:0      | Boa EC              | ABC      | 6. Februar 2019  | 1. Runde |
| 05  | 232    | Atlético Cearense   | 0:4      | Atlético Goianiense | PV       | 26. Februar 2019 | 2. Runde |
| 06  | 282    | Santa Cruz FC (RN)  | 1:0      | Tupi FC             | Dunas    | 6. Februar 2019  | 1. Runde |
| 07  | 400    | Boavista SC         | 1:2      | Figueirense FC      | Elcyr    | 13. Februar 2019 | 1. Runde |
| 08  | 440    | EC São José         | 0:0      | Chapecoense         | d’Areia  | 13. Februar 2019 | 1. Runde |
| 09  | 514    | Tombense FC         | 3:0      | Sport Recife        | Almeidão | 13. Februar 2019 | 1. Runde |
| 10  | 523    | Itabaiana           | 2:5      | Paraná Clube        | Batistão | 6. Februar 2019  | 2. Runde |